# John Spencer Trimingham
John Spencer Trimingham (Thorne, 17 novembre 1904 – Lingfield, 6 marzo 1987) è stato un islamista britannico e Pastore anglicano.
Studioso di cultura islamica africana, John Spencer Trimingham era figlio di John William Trimingham e di Alice Ventress.
Trimingham studiò Scienze sociali nella Birmingham University, affrontando anche lo studio dell'arabo e del persiano nella Oxford University. Si preparò alla carriera ecclesiastica come ministro della Chiesa d'Inghilterra nel Wells Theological College. Servì con la Church Missionary Society in Sudan, Egitto e Africa occidentale (1937–53) e viaggiò intensamente effettuando studi approfonditi sull'Islam in Africa (specialmente sul Sufismo) e sui rapporti tra Cristianesimo e Islam.
Fu poi lettore di arabo e diresse il Dipartimento di Arabo e Islamistica presso la Glasgow University (1953–64) e fu visiting professor nel Dipartimento di Storia nell'Università americana di Beirut (1964–70). Si trasferì infine nella Facoltà della Near East School of Theology di Beirut.

## Opere
- Sudan colloquial Arabic. 2ª ed. riveduta, Londra, 1946
- The Christian approach to Islam in the Sudan. Londra, Oxford University Press, 1948
- Islam in the Sudan. Londra, Oxford University Press, 1949
- Islam in Ethiopia. Londra, Oxford University Press, 1952
- Islam in West Africa. Oxford, Clarendon Press, 1959
- A history of Islam in West Africa. Londra, Oxford University Press, 1964
- Islam in East Africa. Oxford, Clarendon Press, 1964. (Rist. New York, 1980: ISBN 0836992709)
- The influence of Islam upon Africa. Londra, Longmans, 1968
- The Sufi orders in Islam. Oxford, Clarendon Press, 1971. ISBN 0198265247 (Rist. 1998: ISBN 0-19-512058-2)
- Two worlds are ours. A study of time and eternity in relation to the Christian Gospel freed from the tyranny of the Old Testament reference. Beirut, Librairie du Liban, 1971
- Christianity among the Arabs in pre-Islamic times. Londra, Longman, 1979. ISBN 0582780810